# Longus

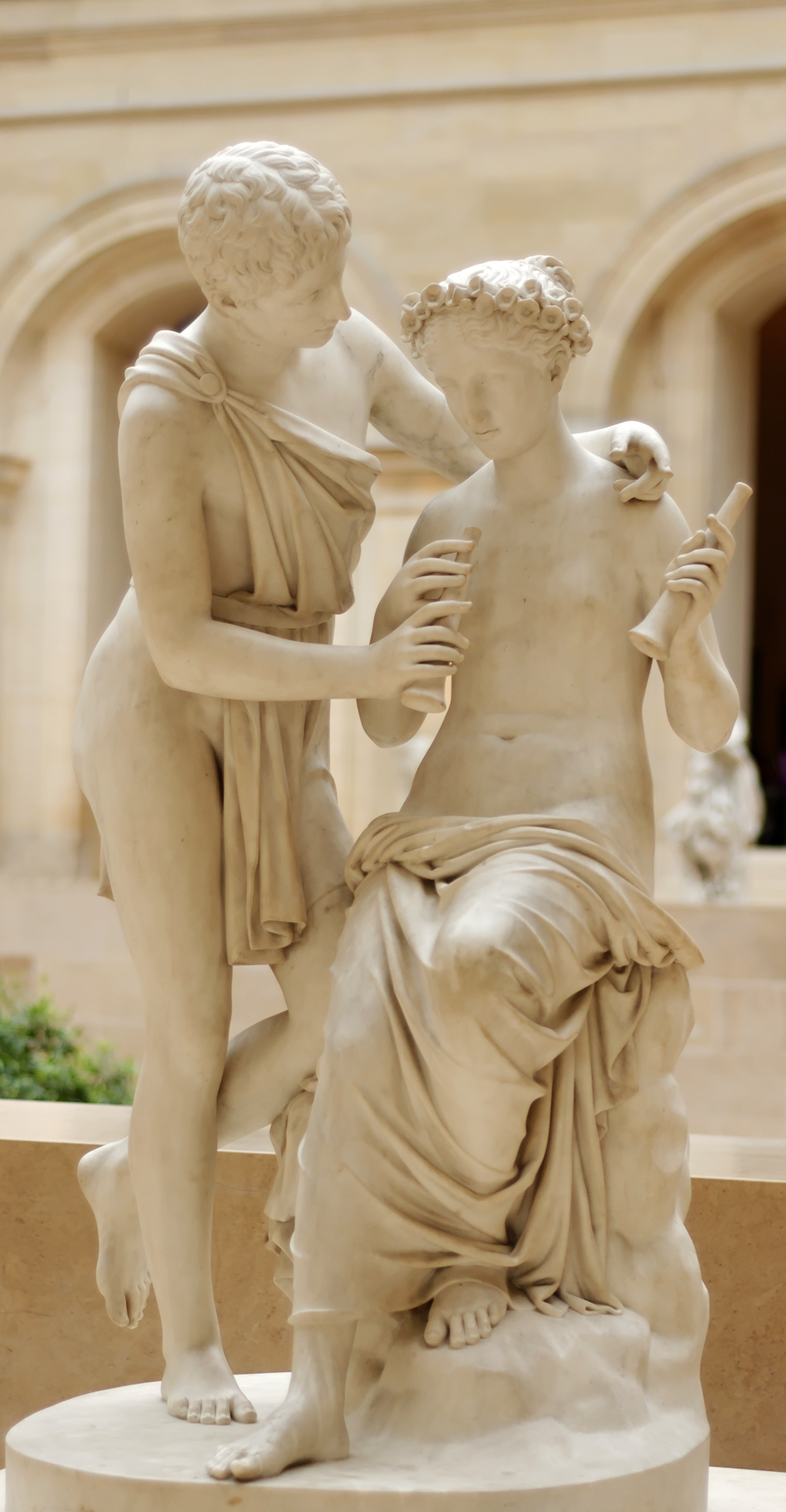
Daphnis și Chloe, sculptură de Jean-Pierre Cortot

Longus sau Longos a fost un scriitor din Grecia antică care a trăit în secolul doi al erei noastre. Se cunoaște foarte puțin despre viața lui. Se presupune că a trăit pe insula Lesbos. Este autorul operei Daphnis și Chloe, acțiunea căreia este tot pe insula Lesbos. 
Cu titlul complet Povestea păstorilor Daphnis și Chloe (în greacă: "Poimenika kata Daphnin kai Chloen"), romanul pastoral reprezintă o subtilă investigare a sufletului adolescentin în pragul inițierii erotice, precum și excelentă descriere a vieții rurale și pictură de moravuri.
De asemenea, se remarcă naturalețea elegantă a stilului.